# Tour de Suisse 2023
Die Tour de Suisse 2023 war die 86. Austragung des Schweizer Etappenrennens. Das Radrennen fand vom 11. bis zum 18. Juni im Rahmen von sieben Etappen statt und war Teil der UCI WorldTour 2023. Im Jahr 2023 überschnitt sich die Rundfahrt mit dem Critérium du Dauphiné, das ebenfalls als wichtiges Vorbereitungsrennen für die Tour de France gilt.
Überschattet wurde die Veranstaltung vom Tod des Schweizers Gino Mäder, der auf der 5. Etappe bei der Abfahrt vom Albulapass zu Sturz kam, eine Schlucht hinabstürzte und am Folgetag im Krankenhaus seinen Verletzungen erlag. Daraufhin stiegen drei komplette Teams (Bahrain Victorious, Tudor Pro Cycling Team und Intermarché-Circus-Wanty) und 17 Fahrer aus anderen Teams vor der 7. Etappe aus.
Die Gesamtwertung sicherte sich Mattias Skjelmose Jensen (Trek-Segafredo) mit einem Vorsprung von 9 Sekunden auf Juan Ayuso (UAE Team Emirates). Platz drei ging an den Weltmeister Remco Evenepoel (Soudal Quick-Step), der einen Rückstand von 45 Sekunden aufwies. Die Punktewertung ging an Wout van Aert (Jumbo-Visma) und die Bergwertung an Pascal Eenkhoorn (Lotto Dstny). Die Mannschaftswertung sicherte sich das AG2R Citroën Team.

## Streckenführung
Insgesamt legten die Fahrer auf sieben Etappen 882,1 Kilometer zurück. Es standen zwei hüglige Etappen und drei Bergetappen sowie zwei Einzelzeitfahren auf dem Programm. Die Rundfahrt begann mit einem Einzelzeitfahren in Einsiedeln. Die zweite Etappe führte von Beromünster durch das hüglige Mittelland nach Nottwil, ehe die Fahrer die Alpen der Romandie erreichten. Dort fanden Bergankünfte in Villars-sur-Ollon und Leukerbad statt. Die fünfte Etappe führte über den Furkapass (2436 m), Oberalppass (2046 m) und Albulapass (2315 m) in Richtung Osten nach La Punt. Die siebte Etappe fand auf einem hügligen Parcours nahe des Bodensees statt, ehe die Rundfahrt mit einem Einzelzeitfahren von St. Gallen nach Abtwil endete. Der höchste Punkt der Rundfahrt war der Furkapass mit 2436 Metern Seehöhe.
| Etappe         | Datum             | Strecke                    | Typ                 | km     |
| -------------- | ----------------- | -------------------------- | ------------------- | ------ |
| 1              | So, 11. Juni 2023 | Einsiedeln – Einsiedeln    | Einzelzeitfahren    | 12,7   |
| 2              | Mo, 12. Juni 2023 | Beromünster – Nottwil      | Mittelgebirgsetappe | 173,7  |
| 3              | Di, 13. Juni 2023 | Tafers – Villars-sur-Ollon | Hochgebirgsetappe   | 143,8  |
| 4              | Mi, 14. Juni 2023 | Monthey – Leukerbad        | Hochgebirgsetappe   | 152,5  |
| 5              | Do, 15. Juni 2023 | Fiesch – La Punt           | Hochgebirgsetappe   | 211    |
| 6 *            | Fr, 16. Juni 2023 | La Punt – Oberwil-Lieli    | Mittelgebirgsetappe | 215,3  |
| 7              | Sa, 17. Juni 2023 | Tübach – Weinfelden        | Mittelgebirgsetappe | 162,7  |
| 8              | So, 18. Juni 2023 | St.Gallen – Abtwil         | Einzelzeitfahren    | 25,7   |
| Gesamtdistanz: | Gesamtdistanz:    | Gesamtdistanz:             | Gesamtdistanz:      | 1097,4 |

## Reglement
Im Rahmen der 86. Auflage wurden Trikots für die Gesamtwertung (gelb), Punktewertung (schwarz), Bergwertung (rot) und Nachwuchswertung (weiss) vergeben. Für die Teamwertung wurden die Zeiten der drei besten Fahrer pro Etappe zusammengezählt. Während der Etappen gab es die Möglichkeit, Zeitbonifikationen zu gewinnen, um sich in der Gesamtwertung zu verbessern. Die genaue Vergabe der Punkte für die Punkte- und Bergwertung wird in der folgenden Tabelle erklärt:
|               |                                        | 1. | 2. | 3. | 4. | 5. | Platz    |
| Punktewertung | Zielankunft                            | 12 | 8  | 6  | 4  | 2  | Punkte   |
| Punktewertung | 2. Zwischensprint                      | 10 | 6  | 4  |    |    | Punkte   |
| Bergwertung   | HC-Kategorie                           | 20 | 15 | 10 | 6  | 4  | Punkte   |
| Bergwertung   | 1. Kategorie                           | 12 | 8  | 6  | 4  | 2  | Punkte   |
| Bergwertung   | 3. Kategorie                           | 3  | 2  | 1  |    |    | Punkte   |
| Bonussekunden | Zielankunft                            | 10 | 6  | 4  |    |    | Sekunden |
| Bonussekunden | 1. Zwischensprint (Tissot Kilometer) * | 3  | 2  | 1  |    |    | Sekunden |
| Bonussekunden | 1. Zwischensprint (Tissot Kilometer) * | 3  | 2  | 1  |    |    | Sekunden |

## Teilnehmende Mannschaften und Fahrer
Neben den 18 UCI WorldTeams nahmen auch 5 UCI ProTeams an der Rundfahrt teil. Für jedes Team waren sieben Fahrer startberechtigt. Von den 161 Startern erreichten 110 Fahrer das Ziel der letzten Etappe.
Mit dem Weltmeister Remco Evenepoel (Soudal Quick-Step), Juan Ayuso, Jay Vine (beide UAE Team Emirates), Wilco Kelderman (Jumbo-Visma), Sergio Higuita, Cian Uijtdebroeks (beide Bora-hansgrohe), Romain Bardet (DSM), Mattias Skjelmose Jensen (Trek-Segafredo), Gino Mäder (bis 5. Etappe), Pello Bilbao (beide Bahrain Victorious), Rigoberto Urán (EF Education-EasyPost), Thomas Pidcock (Ineos Grenadiers), Ion Izagirre (Cofidis), Rui Costa (Intermarché-Circus-Wanty), Alexei Luzenko (Astana Qazaqstan) und Felix Gall (AG2R Citroën) nahmen mehrere Rundfahrt-Spezialisten an der 86. Austragung teil.
Aufgrund der hügligen Etappen gingen mit Tim Merlier (Soudal Quick-Step), Arnaud Démare (Groupama-FDJ), Kaden Groves (Alpecin-Deceuninck), Bryan Coquard (Cofidis) und Jordi Meeus (Bora-hansgrohe) nur wenige reine Sprinter an den Start. Hinzu kamen Fahrer wie Wout van Aert (Jumbo-Vimsa), Thomas Pidcock, Biniam Girmay (Intermarché-Circus-Wanty), Iván García Cortina (Movistar), Peter Sagan (TotalEnergies), Søren Kragh Andersen (Alpecin-Deceuninck) und Marc Hirschi (UAE Team Emirates), die neben ihrer Endschnelligkeit auch mit hügligem Terrain zurechtkamen.
In den beiden Zeitfahren galten Wout van Aert, Remco Evenepoel, Magnus Sheffield (Ineos Grenadiers), Stefan Küng (Groupama-FDJ), Stefan Bissegger (EF Education-EasyPost) und Matteo Sobrero (Jayco AlUla) als mögliche Siegesanwärter.
| UCI WorldTeams | UCI WorldTeams        | UCI WorldTeams | UCI WorldTeams           | UCI WorldTeams | UCI WorldTeams    | UCI ProTeams | UCI ProTeams           |
| -------------- | --------------------- | -------------- | ------------------------ | -------------- | ----------------- | ------------ | ---------------------- |
| ACT            | AG2R Citroën Team     | GFC            | Groupama-FDJ             | DSM            | Team DSM          | IPT          | Israel-Premier Tech    |
| ADC            | Alpecin-Deceuninck    | IGD            | Ineos Grenadiers         | JAY            | Team Jayco AlUla  | LTD          | Lotto Dstny            |
| AST            | Astana Qazaqstan Team | ICW            | Intermarché-Circus-Wanty | TFS            | Trek-Segafredo    | Q36          | Q36.5 Pro Cycling Team |
| TBV            | Bahrain Victorious    | TJV            | Jumbo-Visma              | UAD            | UAE Team Emirates | TEN          | TotalEnergies          |
| BOH            | Bora-Hansgrohe        | MOV            | Movistar Team            |                |                   | TUD          | Tudor Pro Cycling Team |
| COF            | Cofidis               | SOQ            | Soudal Quick-Step        |                |                   |              |                        |
| EFE            | EF Education-EasyPost | ARK            | Team Arkéa-Samsic        |                |                   |              |                        |

## Rennverlauf und Ergebnisse
Im Zeitfahren der ersten Etappe setzte sich der Schweizer Stefan Küng (Groupama-FDJ) vor Remco Evenepoel (Soudal Quick-Step) und Wout van Aert (Jumbo-Visma) durch, die Rückstände von sechs bzw. zehn Sekunden aufwiesen. Mit Mattias Skjelmose Jensen (Trek-Segafredo) und Juan Ayuso (UAE Team Emirates) belegten zwei weitere Gesamtklassement-Fahrer Plätze in den ersten zehn und lagen weniger als 30 Sekunden hinter dem Etappensieger zurück. Jay Vine (UAE Team Emirates), Alexei Luzenko (Astana Qazaqstan), Pello Bilbao (Bahrain Victorious) und Romain Bardet (DSM) verloren rund eine halbe Minute, während Rigoberto Urán (EF Education-EasyPost), Thomas Pidcock (Ineos Grenadiers), Wilco Kelderman (Jumbo-Visma) und Gino Mäder (Bahrain Victorious) ebenfalls unter der Ein-Minuten-Marke blieben. Sergio Higuita und Cian Uijtdebroeks (beide Bora-hansgrohe) wiesen nach der ersten Etappe bereits einen Rückstand von über einer Minute auf.
Die zweite Etappe endete in einem Massensprint, in dem sich Biniam Girmay (Intermarché-Circus-Wanty) vor Arnaud Démare (Groupama-FDJ) und Wout van Aert durchsetzte. Stefan Küng erreichte das Ziel in der Hauptgruppe und verteidigte das Gelbe Trikot. Der Schweizer verlor etwas von seinem Vorsprung, da sich Remco Evenepoel und Wout van Aert beim ersten Zwischensprint und beim Zielsprint Zeitbonifikationen sicherten. Küng lag nun fünf Sekunden vor Remco Evenepoel und sechs Sekunden vor Wout van Aert.
Mit der dritten Etappe erreichten die Fahrer die Alpen und den Regen. Im Schlussanstieg zur Bergankunft in Villars-sur-Ollon griff Remco Evenepoel rund sechs Kilometer vor dem Ziel an und setzte sich gemeinsam mit Mattias Skjelmose Jensen und Felix Gall (AG2R Citroën) von den anderen Favoriten ab. Während sich dahinter mehrere kleine Gruppen formierten, war es Gall, der das Tempo 2,5 Kilometer vor dem Ziel erneut forcierte. Remco Evenepoel konnte der Attacke des Österreichers nicht folgen und wurde kurz darauf auch von Mattias Skjelmose Jensen distanziert. Der Däne schloss auf dem letzten Kilometer zu Felix Gall auf und setzte kurz darauf die entscheidende Attacke. Mattias Skjelmose Jensen gewann mit einem Vorsprung von drei Sekunden vor Felix Gall, ehe Juan Ayuso das Ziel mit einem Rückstand von 12 Sekunden als Dritter erreichte. Remco Evenepoel überquerte die Ziellinie als Vierter gemeinsam mit Cian Uijtdebroeks, Pello Bilbao, Wilco Kelderman und Rigoberto Uran, die allesamt 21 Sekunden verloren. Sergio Higuita und Wout van Aert verloren mehrere Minuten und spielten in der Gesamtwertung keine Rolle mehr. In der Gesamtwertung übernahm Mattias Skjelmose Jensen das Gelbe Trikot von Stefan Küng und lag nun 17 Sekunden vor Remco Evenepoel und 24 Sekunden vor Juan Ayuso.
Auf der vierten Etappe eröffnete die AG2R-Citroen-Mannschaft das Finale bereits 20 Kilometer vor dem Ziel. Am Fusse der stufenartigen Auffahrt nach Leukerbad griff Felix Gall an und setzte sich von den anderen Gesamtklassement-Fahrern ab. Der Österreicher konnte seinen Vorsprung stetig ausbauen und erreichte das Ziel mit einem Vorsprung von einer Minute und zwei Sekunden. Platz zwei sicherte sich Remco Evenepoel, der das Ziel eine Sekunde vor dem gesamtführenden Mattias Skjelmose Jensen erreichte. Wenige Sekunden später folgten auch Cian Uijtdebroeks, Wilco Kelderman, Pello Bilbao, Romain Bardet und Sylvain Moniquet (Lotto Dstny), während die weiteren Mitfavoriten grosse Zeitabstände aufwiesen. So verlor der Gesamtdritte des Vortages, Juan Ayuso, knappe zwei Minuten auf Felix Gall, der sich neben dem Tagessieg auch das Gelbe Trikot sicherte. In der Gesamtwertung lag er nun zwei Sekunden vor Mattias Skjelmose Jensen und 16 Sekunden vor Remco Evenepoel.
Auf der fünften Etappe setzte sich Juan Ayuso im Schlussanstieg des Albulapasses von der Favoritengruppe ab. Der Spanier überquerte die Passhöhe mit einem Vorsprung von rund einer Minute vor dem Gesamtführenden, ehe er die rund zehn Kilometer lange Abfahrt nach La Punt in Angriff nahm. Dahinter formierte sich eine acht Fahrer umfassende Verfolgergruppe, in der auch der Träger des Gelben Trikots vertreten war. Juan Ayuso gewann die Etappe 54 Sekunden vor Mattias Skjelmose Jensen, der die Gesamtwertung von Felix Gall übernahm, weil dieser auf den letzten Metern wenige Sekunden auf den Dänen verlor. Remco Evenepoel erreichte das Ziel als Zehnter mit einem Rückstand von 1 Minute und 20 Sekunden.
In der Abfahrt vom Albulapass kam Gino Mäder (Bahrain Victorious) bei hoher Geschwindigkeit von der Strasse ab und stürzte schwer. Der Schweizer musste noch an der Unfallstelle reanimiert werden, ehe er ins Kantonsspital Graubünden in Chur gebracht wurde, wo er einen Tag später starb.
Die sechste Etappe wurde abgesagt, und die Fahrer absolvierten die letzten 20 Kilometer der geplanten Strecke in Gedenken an Gino Mäder.
Nach Absprache mit den Angehörigen von Gino Mäder wurde die siebte Etappe gestartet, wobei die Mannschaften Bahrain Victorious, Intermarché-Circus-Wanty und Tudor sowie mehrere weitere Fahrer die Rundfahrt verliessen. Die Zeitnahme für die Gesamtwertung erfolgte 25 Kilometer vor dem Ziel. Danach blieb den Fahrern die Entscheidung, auf Etappensieg zu fahren. Remco Evenepoel setzte sich rund 18 Kilometer vor dem Ziel ab und kam als Solist in Weinfelden an. Dahinter setzte sich Wout van Aert im Sprint vor Bryan Coquard (Cofidis) durch. Vor dem Abschlusszeitfahren lag Mattias Skjelmose Jensen acht Sekunden vor Felix Gall und 18 Sekunden vor Juan Ayuso. Remco Evenepoel wies als Gesamtvierter einen Rückstand von 46 Sekunden auf.
Im Abschlusszeitfahren verteidigte Mattias Skjelmose Jensen mit Platz drei die Gesamtführung. Der Däne verlor neun Sekunden auf den Tagessieger Juan Ayuso und nur eine Sekunde auf Remco Evenepoel. Felix Gall rutschte mit einem Rückstand von fast dreieinhalb Minuten auf den achten Gesamtrang ab. Schliesslich gewann Mattias Skjelmose Jensen die 86. Austragung der Tour de Suisse mit einem Vorsprung von neun Sekunden vor Juan Ayuso und 45 Sekunden vor Remco Evenepoel.
Etappe 1: Einsiedeln – Einsiedeln (12,7 km)
Die erste Etappe wurde im Rahmen eines Einzelzeitfahrens ausgetragen, das in Einsiedeln startete und endete. Der Start der flachen Strecke erfolgte vor dem Kloster Einsiedeln, ehe die Strecke über das Willerzeller Viadukt führte. In Willerzell bogen die Fahrer links ab und umfuhren den Sihlsee gegen den Uhrzeigersinn. Nach der Sihlsee-Sperre verliessen die Fahrer die Uferstrasse und gelangten ins Zentrum von Einsiedeln. Nachdem der Ortskern umfahren worden war, erreichten sie das Ziel neben dem Kloster.
| Platz | Fahrer                   | Nation | Team                  | Zeit                   |
| ----- | ------------------------ | ------ | --------------------- | ---------------------- |
| 01.   | Stefan Küng              | SUI    | Groupama-FDJ          | 0:13:31 h (56,37 km/h) |
| 02.   | Remco Evenepoel          | BEL    | Soudal Quick-Step     | + 0:06 min             |
| 03.   | Wout van Aert            | BEL    | Jumbo-Visma           | + 0:10 min             |
| 04.   | Magnus Sheffield         | USA    | Ineos Grenadiers      | + 0:11 min             |
| 05.   | Johan Price-Pejtersen    | DEN    | Bahrain Victorious    | + 0:17 min             |
| 06.   | Mattias Skjelmose Jensen | DEN    | Trek-Segafredo        | + 0:19 min             |
| 07.   | Stefan Bissegger         | SUI    | EF Education-EasyPost | + 0:20 min             |
| 08.   | Matteo Sobrero           | ITA    | Team Jayco AlUla      | "                      |
| 09.   | Kasper Asgreen           | DEN    | Soudal Quick-Step     | + 0:22 min             |
| 010.  | Juan Ayuso               | ESP    | UAE Team Emirates     | + 0:25 min             |

| Platz | Fahrer                   | Nation | Team                  | Zeit       |
| ----- | ------------------------ | ------ | --------------------- | ---------- |
| 01.   | Stefan Küng              | SUI    | Groupama-FDJ          | 0:13:31 h  |
| 02.   | Remco Evenepoel          | BEL    | Soudal Quick-Step     | + 0:06 min |
| 03.   | Wout van Aert            | BEL    | Jumbo-Visma           | + 0:10 min |
| 04.   | Magnus Sheffield         | USA    | Ineos Grenadiers      | + 0:11 min |
| 05.   | Johan Price-Pejtersen    | DEN    | Bahrain Victorious    | + 0:17 min |
| 06.   | Mattias Skjelmose Jensen | DEN    | Trek-Segafredo        | + 0:19 min |
| 07.   | Stefan Bissegger         | SUI    | EF Education-EasyPost | + 0:20 min |
| 08.   | Matteo Sobrero           | ITA    | Team Jayco AlUla      | "          |
| 09.   | Kasper Asgreen           | DEN    | Soudal Quick-Step     | + 0:23 min |
| 10.   | Juan Ayuso               | ESP    | UAE Team Emirates     | + 0:25 min |

Etappe 2: Beromünster – Nottwil (173,7 km)
Die zweite Etappe führte von Beromünster über mehrere Schlaufen nach Nottwil. Die erste Schlaufe führte vom Startort über Hildisrieden, Sempach und Schenkon zurück nach Beromünster, wobei nach 19,5 Kilometern beim Restaurant «Chommle» (670 m) eine Bergwertung der 3. Kategorie abgenommen wurde. Im Anschluss führte die zweite Schleife erneut Richtung Hildisrieden, durchfuhr Römerswil, Hitzkirch und Herlisberg, ehe Beromünster ein weiteres Mal erreicht wurde. Kurz zuvor wurde beim Kilometer 50,4 mit der Bergwertung auf der Schwarzenbacherstrasse (661 m) ein weiterer Anstieg der 3. Kategorie überquert. Im Anschluss ging es über Triengen und Schötz nach Ettiswil, wo der finale Rundkurs etwa zur Hälfte der Etappe erreicht wurde. Dieser führte über Grosswangen, Ruswil, Hellbühl, Neuenkirch und das Westufer des Sempachersees zurück nach Ettiswil. Kurz vor der ersten Zieldurchfahrt in Nottwil wurde 50,7 Kilometer vor dem Ziel der erste Zwischensprint ausgefahren. Die zweite Runde beinhaltete einen Anstieg der 3. Kategorie, der von Buttisholz nach Oberarig (723 m) führte. Dieser wurde 22,9 Kilometer vor dem Ziel überquert, ehe der zweite Zwischensprint 17,5 Kilometer vor dem Ziel in Ruswil erfolgte. Die Zielgerade in Nottwil war mehrere Kilometer lang.
| Platz | Fahrer              | Nation | Team                     | Zeit                   |
| ----- | ------------------- | ------ | ------------------------ | ---------------------- |
| 01.   | Biniam Girmay       | ERI    | Intermarché-Circus-Wanty | 3:53:37 h (44,61 km/h) |
| 02.   | Arnaud Démare       | FRA    | Groupama-FDJ             | "                      |
| 03.   | Wout van Aert       | BEL    | Jumbo-Visma              | "                      |
| 04.   | Pavel Bittner       | CZE    | Team DSM                 | "                      |
| 05.   | Peter Sagan         | SVK    | TotalEnergies            | "                      |
| 06.   | Jordi Meeus         | BEL    | Bora-hansgrohe           | "                      |
| 07.   | Iván García Cortina | ESP    | Movistar Team            | "                      |
| 08.   | Alex Aranburu       | ESP    | Movistar Team            | "                      |
| 09.   | Mike Teunissen      | NED    | Intermarché-Circus-Wanty | "                      |
| 10.   | Cedric Beullens     | BEL    | Lotto Dstny              | "                      |

| Platz | Fahrer                   | Nation | Team                  | Zeit       |
| ----- | ------------------------ | ------ | --------------------- | ---------- |
| 01.   | Stefan Küng              | SUI    | Groupama-FDJ          | 4:07:08 h  |
| 02.   | Remco Evenepoel          | BEL    | Soudal Quick-Step     | + 0:05 min |
| 03.   | Wout van Aert            | BEL    | Jumbo-Visma           | + 0:06 min |
| 04.   | Magnus Sheffield         | USA    | Ineos Grenadiers      | + 0:11 min |
| 05.   | Johan Price-Pejtersen    | DEN    | Bahrain Victorious    | + 0:17 min |
| 06.   | Mattias Skjelmose Jensen | DEN    | Trek-Segafredo        | + 0:19 min |
| 07.   | Stefan Bissegger         | SUI    | EF Education-EasyPost | + 0:20 min |
| 08.   | Matteo Sobrero           | ITA    | Team Jayco AlUla      | "          |
| 09.   | Kasper Asgreen           | DEN    | Soudal Quick-Step     | + 0:23 min |
| 10.   | Juan Ayuso               | ESP    | UAE Team Emirates     | + 0:25 min |

Etappe 3: Tafers – Villars-sur-Ollon (143,8 km)
Die dritte Etappe startete in Tafers und endete mit der einzigen echten Bergankunft in Villars-sur-Ollon auf einer Höhe von 1251 Metern Seehöhe. Nach dem Start absolvierten die Fahrer einen kurzen Rundkurs über St. Antoni, Schmitten, Bösingen, Düdingen, ehe sie über Plaffeien und das Ostufer des Greyerzersees die Alpen erreichten. Bei Rossinière begann die Strasse allmählich anzusteigen und führte auf den Col des Mosses (1431 m), der als Bergwertung der 1. Kategorie klassifiziert war und nach 110 Kilometern überquert wurde. Zuvor wurde auf einem Plateau bei L’Etivaz nach 101,7 Kilometern der erste Zwischensprint ausgefahren. Nun folgte eine 20 Kilometer lange Abfahrt, die die Fahrer ins Rhonetal führte. Nach einem kurzen Flachstück zwischen Aigle und Ollon begann der Schlussanstieg nach Villars-sur-Ollon, der auf einer Länge von 9,6 Kilometern eine Durchschnittssteigung von 8,1 % aufwies und als Bergwertung der 1. Kategorie klassifiziert war. Das Ziel befand sich an der Talstation des Skilifts auf den Roc d’Orsay.
| Platz | Fahrer                   | Nation | Team                  | Zeit                   |
| ----- | ------------------------ | ------ | --------------------- | ---------------------- |
| 01.   | Mattias Skjelmose Jensen | DEN    | Trek-Segafredo        | 3:29:14 h (41,23 km/h) |
| 02.   | Felix Gall               | AUT    | AG2R Citroën Team     | + 0:03 min             |
| 03.   | Juan Ayuso               | ESP    | UAE Team Emirates     | + 0:12 min             |
| 04.   | Remco Evenepoel          | BEL    | Soudal Quick-Step     | + 0:21 min             |
| 05.   | Cian Uijtdebroeks        | BEL    | Bora-hansgrohe        | "                      |
| 06.   | Pello Bilbao             | ESP    | Bahrain Victorious    | "                      |
| 07.   | Wilco Kelderman          | NED    | Jumbo-Visma           | "                      |
| 08.   | Rigoberto Urán           | COL    | EF Education-EasyPost | "                      |
| 09.   | Magnus Sheffield         | USA    | Ineos Grenadiers      | + 0:37 min             |
| 10.   | Romain Bardet            | FRA    | Team DSM              | + 0:45 min             |

| Platz | Fahrer                   | Nation | Team                  | Zeit       |
| ----- | ------------------------ | ------ | --------------------- | ---------- |
| 01.   | Mattias Skjelmose Jensen | DEN    | Trek-Segafredo        | 7:36:31 h  |
| 02.   | Remco Evenepoel          | BEL    | Soudal Quick-Step     | + 0:17 min |
| 03.   | Juan Ayuso               | ESP    | UAE Team Emirates     | + 0:24 min |
| 04.   | Magnus Sheffield         | USA    | Ineos Grenadiers      | + 0:39 min |
| 05.   | Pello Bilbao             | ESP    | Bahrain Victorious    | + 0:49 min |
| 06.   | Rigoberto Urán           | COL    | EF Education-EasyPost | + 0:56 min |
| 07.   | Wilco Kelderman          | NED    | Jumbo-Visma           | + 1:04 min |
| 08.   | Ion Izagirre             | ESP    | Cofidis               | + 1:05 min |
| 09.   | Felix Gall               | AUT    | AG2R Citroën Team     | + 1:07 min |
| 10.   | Romain Bardet            | FRA    | Team DSM              | + 1:15 min |

Etappe 4: Monthey – Leukerbad (152,5 km)
Die vierte Etappe startete in Monthey und endete in Leukerbad auf einer Höhe von 1374 Metern. Zu Beginn wurde erneut eine kleine Schleife gefahren, die über Vouvry zurück zum Startort führte. Im Anschluss verlief die Strecke entlang der Rhone und passierte dabei Martigny und Sitten. Bei Granges begann die Auffahrt nach Crans-Montana, die über Chermignon-d’en-Bas und Chermignon d’en-Haut auf eine Höhe von 1460 Metern führte. Der Anstieg der 1. Kategorie wies auf einer Länge von 13,7 Kilometern eine durchschnittliche Steigung von 7 % auf und wurde nach 95,4 Kilometern überquert. Die nachfolgende Abfahrt führte über Veyras nach Siders, wo auf der Route de la Gemmi nach 113,3 Kilometern der erste Zwischensprint ausgefahren wurde. Kurz darauf führte eine kurze Steigung nach Varen (739 m), wo eine weitere Bergwertung abgenommen wurde. Der höchste Punkt der Steigung der 3. Kategorie wurde nach 118,1 Kilometern erreicht, ehe die Fahrer nach Turtmann-Unterems kamen, wo bei Kilometer 129,5 der zweite Zwischensprint ausgefahren wurde. Im Anschluss begann die Auffahrt nach Leukerbad, die über mehrere Stufen erfolgte. Die ersten acht Kilometer führten über Bratsch mit einer durchschnittlichen Steigung von rund 8 % nach Guttet-Feschel, ehe die Strasse nach einer kurzen Abfahrt beim Restaurant «Rendez-Vous», oberhalb von Leuk, erneut zu steigen begann. Nun folgten sieben weitere ansteigende Kilometer, ehe der höchste Punkt der Etappe in Dorben (1501 m) beim Abzweiger zur Torrentbahn erreicht wurde. Hier wurde 3,7 Kilometer vor dem Ziel eine Bergwertung der 1. Kategorie abgenommen. Nun folgte eine kurze Abfahrt, bevor die letzten Meter bergauf zum Ziel führten, das sich auf der Kantonsstrasse gegenüber dem Gemeindezentrum befand.
| Platz | Fahrer                   | Nation | Team                  | Zeit                   |
| ----- | ------------------------ | ------ | --------------------- | ---------------------- |
| 01.   | Felix Gall               | AUT    | AG2R Citroën Team     | 3:42:22 h (41,14 km/h) |
| 02.   | Remco Evenepoel          | BEL    | Soudal Quick-Step     | + 1:02 min             |
| 03.   | Mattias Skjelmose Jensen | DEN    | Trek-Segafredo        | + 1:03 min             |
| 04.   | Cian Uijtdebroeks        | BEL    | Bora-hansgrohe        | + 1:05 min             |
| 05.   | Wilco Kelderman          | NED    | Jumbo-Visma           | "                      |
| 06.   | Pello Bilbao             | ESP    | Bahrain Victorious    | "                      |
| 07.   | Romain Bardet            | FRA    | Team DSM              | + 1:07 min             |
| 08.   | Sylvain Moniquet         | BEL    | Lotto Dstny           | + 1:10 min             |
| 09.   | Harold Tejada            | COL    | Astana Qazaqstan Team | + 1:36 min             |
| 10.   | Maximilian Schachmann    | GER    | Bora-hansgrohe        | + 1:49 min             |

| Platz | Fahrer                   | Nation | Team                  | Zeit       |
| ----- | ------------------------ | ------ | --------------------- | ---------- |
| 01.   | Felix Gall               | AUT    | AG2R Citroën Team     | 11:19:50 h |
| 02.   | Mattias Skjelmose Jensen | DEN    | Trek-Segafredo        | + 0:02 min |
| 03.   | Remco Evenepoel          | BEL    | Soudal Quick-Step     | + 0:16 min |
| 04.   | Pello Bilbao             | ESP    | Bahrain Victorious    | + 0:57 min |
| 05.   | Wilco Kelderman          | NED    | Jumbo-Visma           | + 1:12 min |
| 06.   | Juan Ayuso               | ESP    | UAE Team Emirates     | + 1:18 min |
| 07.   | Romain Bardet            | FRA    | Team DSM              | + 1:25 min |
| 08.   | Cian Uijtdebroeks        | BEL    | Bora-hansgrohe        | + 1:26 min |
| 09.   | Magnus Sheffield         | USA    | Ineos Grenadiers      | + 1:33 min |
| 10.   | Rigoberto Urán           | COL    | EF Education-EasyPost | + 1:50 min |

Etappe 5: Fiesch – La Punt (211 km)
Die fünfte Etappe führte von Fiesch über drei hohe Alpenpässe nach La Punt. Nach dem Start führten die ersten rund 20 Kilometer leicht ansteigend nach Ulrichen, ehe die Auffahrt auf den Furkapass erfolgte, der mit einer Höhe von 2436 Metern den höchsten Punkt der 86. Austragung darstellte. Mit einer Länge von 17,2 Kilometern und einer durchschnittlichen Steigung von 7,1 % wurde er als Anstieg der HC-Kategorie klassifiziert, bevor die Passhöhe nach 38,7 Kilometern erreicht wurde. Nach der anschliessenden Abfahrt folgte ein kurzes Flachstück, das Realp mit Andermatt verband, ehe mit dem Oberalppass (2046 m) ein Anstieg der 1. Kategorie folgte. Dieser wies auf einer Länge von 10,7 Kilometern eine Durchschnittssteigung von 5,7 % auf und wurde nach 71,4 Kilometern überquert. Es folgte eine lange, nach und nach abflachende Abfahrt, die entlang des Rheins über Disentis/Mustér nach Ilanz führte, wo eine kurze nichtkategorisierte Steigung befahren wurde. Bei Bonaduz drehte die Fahrtrichtung gegen Süden und führte flach nach Thusis, ehe die Strasse leicht zu steigen begann und der erste Zwischensprint in Surava kurz nach Tiefencastel 37,8 Kilometer vor dem Ziel ausgefahren wurde. Die Fahrer befanden sich nun bereits im Anstieg des Albulapasses (2315 m), der mit 18 Kilometern Länge und einer durchschnittlichen Steigung von 6,5 % als Bergwertung der HC-Kategorie klassifiziert wurde. Rund vier Kilometer vor der Passhöhe wurde zudem der zweite Zwischensprint absolviert. Die Kuppe des Albulapasses wurde 9,8 Kilometer vor dem Ziel passiert, ehe die Strasse bergab nach La Punt führte. Das Ziel befand sich auf der Via Sandro Viletta.
| Platz | Fahrer                   | Nation | Team                     | Zeit                   |
| ----- | ------------------------ | ------ | ------------------------ | ---------------------- |
| 01.   | Juan Ayuso               | ESP    | UAE Team Emirates        | 5:23:01 h (39,19 km/h) |
| 02.   | Mattias Skjelmose Jensen | DEN    | Trek-Segafredo           | + 0:54 min             |
| 03.   | Pello Bilbao             | ESP    | Bahrain Victorious       | "                      |
| 04.   | Rigoberto Urán           | COL    | EF Education-EasyPost    | "                      |
| 05.   | Romain Bardet            | FRA    | Team DSM                 | "                      |
| 06.   | Wilco Kelderman          | NED    | Jumbo-Visma              | "                      |
| 07.   | Rui Costa                | POR    | Intermarché-Circus-Wanty | + 0:58 min             |
| 08.   | Felix Gall               | AUT    | AG2R Citroën Team        | "                      |
| 09.   | Antonio Tiberi           | ITA    | Bahrain Victorious       | + 1:01 min             |
| 10.   | Remco Evenepoel          | BEL    | Soudal Quick-Step        | + 1:20 min             |

| Platz | Fahrer                   | Nation | Team                  | Zeit       |
| ----- | ------------------------ | ------ | --------------------- | ---------- |
| 01.   | Mattias Skjelmose Jensen | DEN    | Trek-Segafredo        | 16:43:41 h |
| 02.   | Felix Gall               | AUT    | AG2R Citroën Team     | + 0:08 min |
| 03.   | Juan Ayuso               | ESP    | UAE Team Emirates     | + 0:18 min |
| 04.   | Remco Evenepoel          | BEL    | Soudal Quick-Step     | + 0:46 min |
| 05.   | Pello Bilbao             | ESP    | Bahrain Victorious    | + 0:57 min |
| 06.   | Wilco Kelderman          | NED    | Jumbo-Visma           | + 1:16 min |
| 07.   | Romain Bardet            | FRA    | Team DSM              | + 1:29 min |
| 08.   | Rigoberto Urán           | COL    | EF Education-EasyPost | + 1:54 min |
| 09.   | Cian Uijtdebroeks        | BEL    | Bora-hansgrohe        | + 1:57 min |
| 10.   | Dylan Teuns              | BEL    | Israel-Premier Tech   | + 3:00 min |

Etappe 6: La Punt – Oberwil-Lieli (215,3 km)
Die sechste Etappe sollte die Fahrer aus den Alpen nach Oberwil-Lieli im Aargau führen. Ursprünglich sollte die Etappe in La Punt starten, musste aber nach einem Felssturz am Albulapass bei Brienz verkürzt werden und sollte stattdessen in Chur starten. Damit entfielen auch die Südauffahrt des Albulapasses (2315 m, Bergwertung der 1. Kategorie), die auf einer Länge von 8,8 Kilometern eine durchschnittliche Steigung von 5,9 % aufweist, die Bergwertung der 2. Kategorie in Lantsch/Lenz (1400 m) nach 45,4 Kilometern sowie die Durchfahrt von Lenzerheide. Nach Bekanntgabe des Todes von Gino Mäder kurz vor dem geplanten Start wurde die Etappe abgesagt und wurden nur die letzten 30 km neutralisiert in Gedenken an den 26-Jährigen gefahren.
Geplant wäre die Etappe in Chur begonnen worden und hätte entlang des Rheins bis Sargans geführt, wo die Fahrer links abbiegen und zum Walensee gelangen sollten. Am Ende des Südufers wäre nach 126,5 Kilometern auf dem Kerenzerberg (722 m) bei Filzbach eine Bergwertung der 3. Kategorie überquert worden. Von Glarus Nord wäre es im Anschluss weiter nach Lachen in hügligem Terrain gegangen. In Menzingen und Türlen wären 35,4 und 19,3 Kilometer vor dem Ziel die beiden Zwischensprints ausgefahren worden, ehe die Strasse kurz nach Bonstetten erneut zu steigen beginnt und nach Islisberg (660 m) führt, wo eine Bergwertung der 3. Kategorie geplant war. Der Anstieg, der 8,9 Kilometer vor dem Ziel hätte passiert werden sollen, ist 1,8 Kilometer lang und weist eine durchschnittliche Steigung von 8,3 % auf. Nach einer flacheren Abfahrt über Oberlunkhofen und Unterlunkhofen hätte der nichtkategorisierte Schlussanstieg nach Oberwil-Lieli gefolgt, der rund 2,5 Kilometer lang ist und im Schnitt mit über 6 % zur Ziellinie neben der Feuerwache geführt hätte.
| Gesamtwertung nach der 6. Etappe \| Platz \| Fahrer \| Nation \| Team \| Zeit \| \| ----- \| ------------------------ \| ------ \| --------------------- \| ---------- \| \| 01. \| Mattias Skjelmose Jensen \| DEN \| Trek-Segafredo \| 16:43:41 h \| \| 02. \| Felix Gall \| AUT \| AG2R Citroën Team \| + 0:08 min \| \| 03. \| Juan Ayuso \| ESP \| UAE Team Emirates \| + 0:18 min \| \| 04. \| Remco Evenepoel \| BEL \| Soudal Quick-Step \| + 0:46 min \| \| 05. \| Pello Bilbao \| ESP \| Bahrain Victorious \| + 0:57 min \| \| 06. \| Wilco Kelderman \| NED \| Jumbo-Visma \| + 1:16 min \| \| 07. \| Romain Bardet \| FRA \| Team DSM \| + 1:29 min \| \| 08. \| Rigoberto Urán \| COL \| EF Education-EasyPost \| + 1:54 min \| \| 09. \| Cian Uijtdebroeks \| BEL \| Bora-hansgrohe \| + 1:57 min \| \| 10. \| Dylan Teuns \| BEL \| Israel-Premier Tech \| + 3:00 min \| |                          |        |                       |            |
| Platz | Fahrer                   | Nation | Team                  | Zeit       |
| 01. | Mattias Skjelmose Jensen | DEN    | Trek-Segafredo        | 16:43:41 h |
| 02. | Felix Gall               | AUT    | AG2R Citroën Team     | + 0:08 min |
| 03. | Juan Ayuso               | ESP    | UAE Team Emirates     | + 0:18 min |
| 04. | Remco Evenepoel          | BEL    | Soudal Quick-Step     | + 0:46 min |
| 05. | Pello Bilbao             | ESP    | Bahrain Victorious    | + 0:57 min |
| 06. | Wilco Kelderman          | NED    | Jumbo-Visma           | + 1:16 min |
| 07. | Romain Bardet            | FRA    | Team DSM              | + 1:29 min |
| 08. | Rigoberto Urán           | COL    | EF Education-EasyPost | + 1:54 min |
| 09. | Cian Uijtdebroeks        | BEL    | Bora-hansgrohe        | + 1:57 min |
| 10. | Dylan Teuns              | BEL    | Israel-Premier Tech   | + 3:00 min |

Etappe 7: Tübach – Weinfelden (162,7 km)
Die siebte Etappe startete in Tübach und führte über hügliges Terrain nach Weinfelden. Zu Beginn absolvierten die Fahrer eine kleine Schleife, die sie entlang des Ufers des Bodensees bis nach Romanshorn führte, ehe sie über Amriswil und Häggenschwil zurück zum Startort gelangten. Im Anschluss ging es weiter entlang des Bodensees bis Rorschach, bevor die Strecke gen Süden drehte und auf die Rutlenstrasse (890 m) führte, auf der eine Bergwertung der 1. Kategorie abgenommen wurde. Die nachfolgende Abfahrt brachte die Fahrer nach Berneck, ehe ein längeres Flachstück über Balgach und Altstätten nach Eichberg führte. Auf der Eichbergstrasse (878 m) wurde beim Kilometer 81,8 eine Bergwertung der 2. Kategorie ausgefahren. Nun folgte ein Plateau, auf dem die Ortschaften Appenzell, Urnäsch und Waldstatt durchfahren wurden. Kurz vor Schwellbrunn wurde nach 106,7 Kilometern bei der Bergwertung Engishalden (968 m) ein Anstieg der 3. Kategorie überquert. Es folgte eine lange Abfahrt mit zahlreichen Gegensteigungen über Degersheim, Flawil und Uzwil, ehe in Braunau nach 140,9 Kilometern der erste Zwischensprint ausgefahren wurde. Im Anschluss führte die Strecke nach Weinfelden, das im Finale der Etappe zunächst umfahren wurde. Im Norden des Zielorts wurde mit dem Ottenberg (640 m) die letzte Bergwertung des Tages 18,8 Kilometer vor dem Ziel überquert. Diese wies eine durchschnittliche Steigung von 6,1 % auf und war 3,4 Kilometer lang. Nach der Bergwertung der 3. Kategorie flacht die Strasse etwas ab, stieg jedoch für rund einen Kilometer weiter an, ehe eine schmale Abfahrt nach Berg führte. 9,2 Kilometer vor dem Ziel wurde in Bürglen der zweite Zwischensprint ausgefahren, bevor die letzten Kilometer flach ins Ziel führten. Die Ziellinie befand sich auf der Brunnenwiesenstrasse, wobei auf dem letzten Kilometer zwei Linkskurven absolviert werden mussten.
Die Zeitnahme für das Gesamtklassement erfolgte 25 Kilometer vor dem Ziel.
| Platz | Fahrer          | Nation | Team              | Zeit                   |
| ----- | --------------- | ------ | ----------------- | ---------------------- |
| 01.   | Remco Evenepoel | BEL    | Soudal Quick-Step | 4:01:04 h (45,67 km/h) |
| 02.   | Wout van Aert   | BEL    | Jumbo-Visma       | "                      |
| 03.   | Bryan Coquard   | FRA    | Cofidis           | "                      |
| 04.   | Lorrenzo Manzin | FRA    | TotalEnergies     | "                      |
| 05.   | Alex Aranburu   | ESP    | Movistar Team     | "                      |
| 06.   | Kevin Vermaerke | USA    | Team DSM          | "                      |
| 07.   | Romain Grégoire | FRA    | Groupama-FDJ      | "                      |
| 08.   | Jonas Koch      | GER    | Bora-hansgrohe    | "                      |
| 09.   | Gonzalo Serrano | ESP    | Movistar Team     | "                      |
| 10.   | Matthew Dinham  | AUS    | Team DSM          | "                      |

| Platz | Fahrer                   | Nation | Team                  | Zeit       |
| ----- | ------------------------ | ------ | --------------------- | ---------- |
| 01.   | Mattias Skjelmose Jensen | DEN    | Trek-Segafredo        | 20:44:45 h |
| 02.   | Felix Gall               | AUT    | AG2R Citroën Team     | + 0:08 min |
| 03.   | Juan Ayuso               | ESP    | UAE Team Emirates     | + 0:18 min |
| 04.   | Remco Evenepoel          | BEL    | Soudal Quick-Step     | + 0:46 min |
| 05.   | Wilco Kelderman          | NED    | Jumbo-Visma           | + 1:16 min |
| 06.   | Romain Bardet            | FRA    | Team DSM              | + 1:29 min |
| 07.   | Rigoberto Urán           | COL    | EF Education-EasyPost | + 1:54 min |
| 08.   | Cian Uijtdebroeks        | BEL    | Bora-hansgrohe        | + 1:57 min |
| 09.   | Dylan Teuns              | BEL    | Israel-Premier Tech   | + 3:00 min |
| 10.   | Harold Tejada            | COL    | Astana Qazaqstan Team | + 3:48 min |

Etappe 8: St. Gallen – Abtwil (25,7 km)
Die achte und letzte Etappe wurde im Rahmen eines hügligen Einzelzeitfahrens zwischen St. Gallen und Abtwil ausgetragen. Der Start erfolgte auf der Fürstenlandstrasse in der Nähe des Tröckneturms. Im Anschluss führte die Strecke durch das Zentrum von St. Gallen in Richtung Norden, ehe die Fahrer das stark bebaute Gebiet bei Wittenbach verliessen. Über die Leebrücke wurde die Sitter überquert, bevor kurz darauf die erste Zwischenzeit in Schöntal auf der St. Gallerstrasse beim Kilometer 15 genommen wurde. Über Bernhardzell ging es weiter nach Waldkirch, wo die Strasse zu steigen begann und zur zweiten Zwischenzeit führte, die nach 20,2 Kilometern auf der Oberwaldstrasse erreicht wurde. Nach zwei weiteren leicht ansteigenden Kilometern folgte eine längere, schmale Abfahrt, die zum Zielort führte. Die Ziellinie befand sich auf der Wiesenbachstrasse in der Nähe des Säntisparks.
| Platz | Fahrer                   | Nation | Team                  | Zeit                   |
| ----- | ------------------------ | ------ | --------------------- | ---------------------- |
| 01.   | Juan Ayuso               | ESP    | UAE Team Emirates     | 0:32:25 h (47,56 km/h) |
| 02.   | Remco Evenepoel          | BEL    | Soudal Quick-Step     | + 0:08 min             |
| 03.   | Mattias Skjelmose Jensen | DEN    | Trek-Segafredo        | + 0:09 min             |
| 04.   | Stefan Bissegger         | SUI    | EF Education-EasyPost | + 0:23 min             |
| 05.   | Wout van Aert            | BEL    | Jumbo-Visma           | + 0:28 min             |
| 06.   | Kasper Asgreen           | DEN    | Soudal Quick-Step     | + 0:36 min             |
| 07.   | Mattia Cattaneo          | ITA    | Soudal Quick-Step     | + 0:39 min             |
| 08.   | Matteo Sobrero           | ITA    | Team Jayco AlUla      | + 0:40 min             |
| 09.   | Finn Fisher-Black        | NZL    | UAE Team Emirates     | + 0:42 min             |
| 10.   | Neilson Powless          | USA    | EF Education-EasyPost | + 0:46 min             |

| Platz | Fahrer                   | Nation | Team                  | Zeit       |
| ----- | ------------------------ | ------ | --------------------- | ---------- |
| 01.   | Mattias Skjelmose Jensen | DEN    | Trek-Segafredo        | 21:17:19 h |
| 02.   | Juan Ayuso               | ESP    | UAE Team Emirates     | + 0:09 min |
| 03.   | Remco Evenepoel          | BEL    | Soudal Quick-Step     | + 0:45 min |
| 04.   | Wilco Kelderman          | NED    | Jumbo-Visma           | + 2:09 min |
| 05.   | Romain Bardet            | FRA    | Team DSM              | + 2:41 min |
| 06.   | Rigoberto Urán           | COL    | EF Education-EasyPost | + 2:47 min |
| 07.   | Cian Uijtdebroeks        | BEL    | Bora-hansgrohe        | + 3:04 min |
| 08.   | Felix Gall               | AUT    | AG2R Citroën Team     | + 3:25 min |
| 09.   | Dylan Teuns              | BEL    | Israel-Premier Tech   | + 4:29 min |
| 10.   | Harold Tejada            | COL    | Astana Qazaqstan Team | + 4:57 min |

## Wertungen im Verlauf
| Etappe         | Etappensieger            | Gesamtwertung            | Sprintwertung | Bergwertung       | Nachwuchswertung         | Teamwertung       |
| -------------- | ------------------------ | ------------------------ | ------------- | ----------------- | ------------------------ | ----------------- |
| 1              | Stefan Küng              | Stefan Küng              | Stefan Küng   | nicht vergeben    | Remco Evenepoel          | Soudal Quick-Step |
| 2              | Biniam Girmay            | Stefan Küng              | Wout van Aert | Nickolas Zukowsky | Remco Evenepoel          | Soudal Quick-Step |
| 3              | Mattias Skjelmose Jensen | Mattias Skjelmose Jensen | Wout van Aert | Nickolas Zukowsky | Mattias Skjelmose Jensen | Ineos Grenadiers  |
| 4              | Felix Gall               | Felix Gall               | Wout van Aert | Lilian Calmejane  | Felix Gall               | Ineos Grenadiers  |
| 5              | Juan Ayuso               | Mattias Skjelmose Jensen | Wout van Aert | Pascal Eenkhoorn  | Mattias Skjelmose Jensen | AG2R Citroën Team |
| 6              | Etappe abgesagt          | Mattias Skjelmose Jensen | Wout van Aert | Pascal Eenkhoorn  | Mattias Skjelmose Jensen | AG2R Citroën Team |
| 7              | Remco Evenepoel          | Mattias Skjelmose Jensen | Wout van Aert | Pascal Eenkhoorn  | Mattias Skjelmose Jensen | AG2R Citroën Team |
| 8              | Juan Ayuso               | Mattias Skjelmose Jensen | Wout van Aert | Pascal Eenkhoorn  | Mattias Skjelmose Jensen | AG2R Citroën Team |
| Wertungssieger | Wertungssieger           | Mattias Skjelmose Jensen | Wout van Aert | Pascal Eenkhoorn  | Mattias Skjelmose Jensen | AG2R Citroën Team |